# Chrastince
Chrastince es un municipio del distrito de Veľký Krtíš en la región de Banská Bystrica, Eslovaquia, con una población estimada a final del año 2024 de 201 habitantes.
Se encuentra ubicado al suroeste de la región, en la cuenca hidrográfica del río Ipoly —un afluente izquierdo del Danubio— y cerca de la frontera con la región de Nitra y con Hungría.

## Demografía
| Año        | 1994 | 2004    | 2014    | 2024     |
| ---------- | ---- | ------- | ------- | -------- |
| Población  | 233  | 241     | 243     | 201      |
| Diferencia |      | +3,43 % | +0,82 % | −17,28 % |

| Año        | 2023 | 2024   |
| ---------- | ---- | ------ |
| Población  | 200  | 201    |
| Diferencia |      | +0,5 % |